# Баргуна (округ)
Баргуна (бенг. বরগুনা জেলা, англ. Barguna District) — округ на юге Бангладеш, в области Барисал. Образован в 1984 году. Административный центр — город Баргуна. Площадь округа — 1831 км². По данным переписи 2001 года население округа составляло 837 955 человек. Уровень грамотности взрослого населения составлял 40,14 %, что немного ниже среднего уровня по Бангладеш (43,1 %). 91,01 % населения округа исповедовало ислам, 8,69 % — индуизм.

## Административно-территориальное деление
Округ Баргуна делится на 5 подокругов:
1. Амтали (Амтали)
2. Бамна (Бамна)
3. Баргуна Садар (Баргуна)
4. Бетаги (Бетаги)
5. Патхаргхата (Патхаргхата)